# Лось, Дмитрий Анатольевич
Дмитрий Анатольевич Лось (род. 29 марта 1964 года) — российский биолог, специалист в области физиологии растений, член-корреспондент РАН (2019).
Заведующий Отделом молекулярных биосистем и Лабораторией клеточной регуляции ИФР РАН, директор Института физиологии растений имени К. А. Тимирязева РАН.
Автор 200 научных работ, в том числе 3 патентов РФ, 2 международных патентов и 6 монографий.
В 2019 году — избран член-корреспондентом РАН.

## Научная деятельность
Основные научные результаты:
- разработал гипотезу об обратной связи между физическим состоянием биологических мембран и экспрессией генов, модулирующих это состояние, и получил трансгенные растения, являющиеся устойчивыми к низким температурам;
- создал новую школу по изучению липидного метаболизма растений и бактерий на генетическом уровне с привлечением методов молекулярной биологии;
- известен работами по идентификации и характеристики молекулярных сенсоров — белков фотосинтезирующих клеток, отвечающих за восприятие и передачу сигналов об изменении параметров окружающей среды — температуры, света, осмотического давления и засоленности.

## Награды
- Премия имени К. А. Тимирязева (2013) — за монографию «Сенсорные системы цианобактерий» и цикл работ по одноимённой тематике